# Sinagoga di Correggio

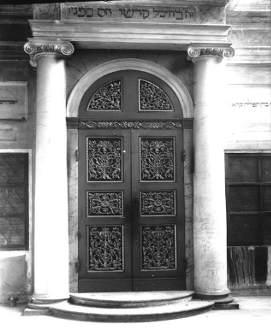
Il portale della Sinagoga

La sinagoga di Correggio era il luogo di culto della comunità ebraica della città emiliana.

## Storia
La comunità ebraica di Correggio fu l'ultima in Italia ad essere collocata in un ghetto, nel 1782, quando invece altri paesi d'Europa erano sulla via dell'emancipazione degli ebrei. Una sinagoga in città esisteva già nel XVI secolo nella casa del rabbino, in seguito assorbita nel ghetto, ma una struttura separata non sorse prima del XVII secolo nella Casa Massarani.
A partire dal 1820, dodici benestanti ebrei si impegnarono a costruire una nuova sinagoga, ampliando quella precedente e finanziandosi vendendo la sede seicentesca e con un capitale di partenza di 250 lire, oltre ad alcune case donate nelle vicinanze da membri della comunità ebraica.
Il progetto fu predisposto l'anno precedente dal reggiano Domenico Marchelli e dal correggese Forti e sono durati due anni, anche a causa dell'opposizione della Confraternita del Santissimo Sacramento, ma nel 1822 viene aperta al culto.
Rimase attiva fino agli inizi del XX secolo, poiché nel 1921 gli ebrei di Correggio persero la loro autonomia: la costruzione fu venduta a dei privati e nel 1950 fu demolita. I portali dell'Aron haQodesh vengono inviati in Israele, dove vengono collocati in un tempio collegato al movimento Hapoel HaMizrachi.